# Et cetera (театр)
Московский театр «Et Cetera» под руководством Александра Калягина — драматический театр в Москве. Расположен возле станций метро «Тургеневская», «Чистые пруды», «Сретенский бульвар» во Фроловом переулке. Открылся в 1993 году. Является государственным бюджетным учреждением культуры.

## История

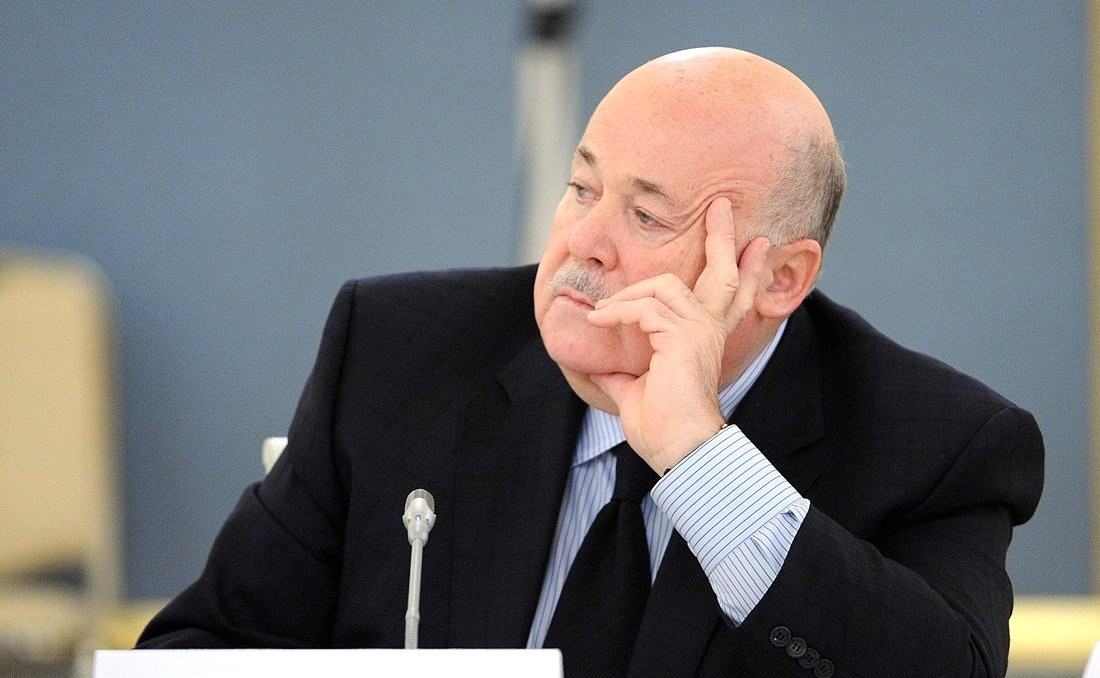
Художественный руководитель театра Et Cetera Александр Калягин, 2013

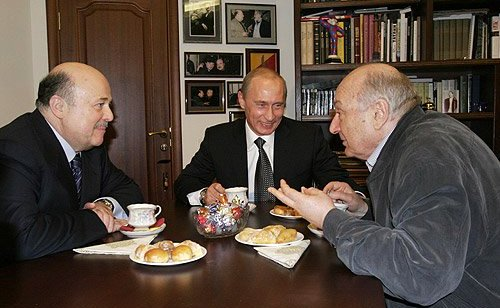
Александр Калягин, Владимир Путин
и Михаил Жванецкий в день открытия нового здания театра «Et Cetera»,
30 ноября 2005 года

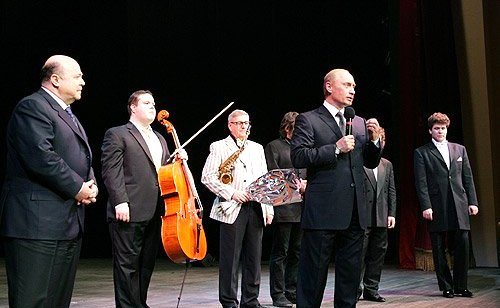
Владимир Путин на открытии нового здания театра, 2005

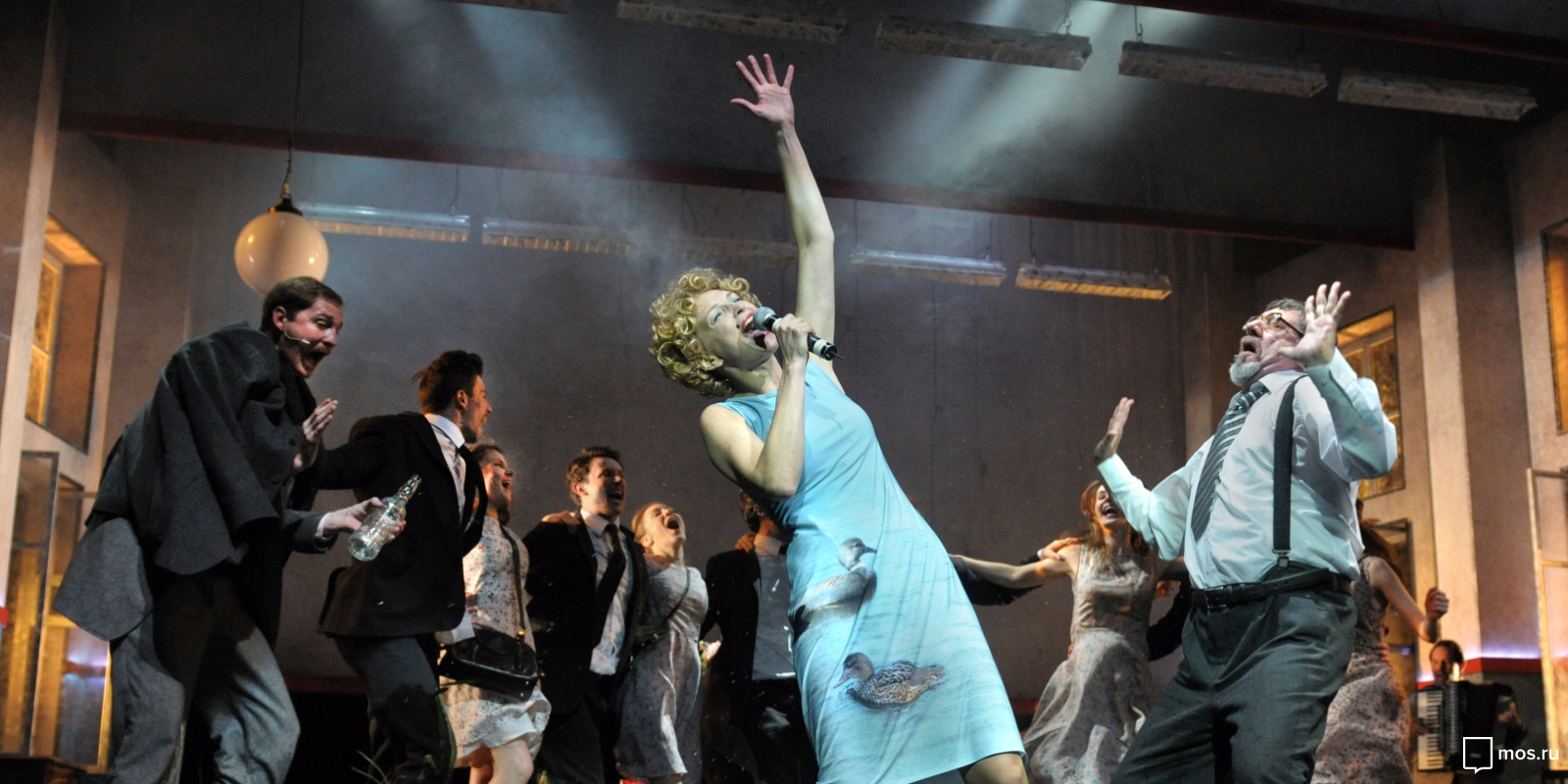
Спектакль «Утиная охота» в театре Et Сetera, 2017

Предпосылкой к образованию театра послужило самоорганизация труппы выпускниками курса школы-студии МХАТ в 1990 году. За режиссёрской помощью в постановках они обращались к Александру Калягину, который и стал основателем театра «Et cetera» в 1993 году. Премьерной постановкой стал спектакль по пьесе Антона Чехова «Дядя Ваня».
Первые три года у «Et Cetera» не было своего здания, спектакли проходили на арендованных площадках и в других театрах — Драматическом имени Пушкина, Театре имени Вахтангова, Театре на Таганке)
.
В 1994 году заместитель мэра Москвы Владимир Ресин выделил театру конференц-зал для репетиций по адресу Новый Арбат, дом 11. В 1996 году помещение реконструировали для нужд театра: построили кулисы и подмостки, нарастили сцену, оборудовали гримёрки и зрительный зал на 400 мест. Обновлённое помещение театра представили в сентябре 1997 года — там состоялась премьера спектакля «Смуглая леди сонетов» по пьесе Бернарда Шоу в постановке Романа Козака.
В 2002 году Правительство Москвы выделило для постройки нового здания «Et cetera» земельный участок площадью 0,19 га по адресу Фролов переулок, дом 2. Строительство осуществлялось с 2003 по 2005 годы.

## Современность
В 2015 году театр наряду с «Современником», Академическим театром имени Маяковского, Музыкальным театром имени Станиславского принял участие в проекте «Золотая коллекция спектаклей». Суть проекта заключалась в записи спектаклей и их размещении на YouTube-канале. В 2016 году в «Et cetera» появилась экскурсионная программа «Булгаков-квест». В 2017 году театр получил премию «Гвоздь сезона» со спектаклем «Утиная охота», а также премию «Золотая маска» в номинации «Лучший мюзикл» с представлением «Биндюжник и король».
Кроме собственных постановок, «Et cetera» принимает спектакли других театров, а также становится площадкой для вручения премий и проведения церемоний. В 2016—2017 годах в театре проходили театральный фестиваль «Золотая маска», вручение Международной премии в области искусства «Вера», награждение победителей премии «Общественное признание», финал конкурса «Мисс Москва», церемония награждения всероссийской премии финансистов «Репутация-2016», театральный вечер в честь юбилея Александра Вампилова и другое.
Театр принимает участие в различных акциях, фестивалях, форумах, например, «Ночь музеев в Москве» и «Ночь театров», Международный фестиваль имени Чехова.
Театр регулярно ездит на гастроли как по России, так и за границу. Например, в 2016—2017 годах театр был в Колумбии, Тбилиси, Белгороде, Калининграде, Кирове и Хабаровске.

## Здание

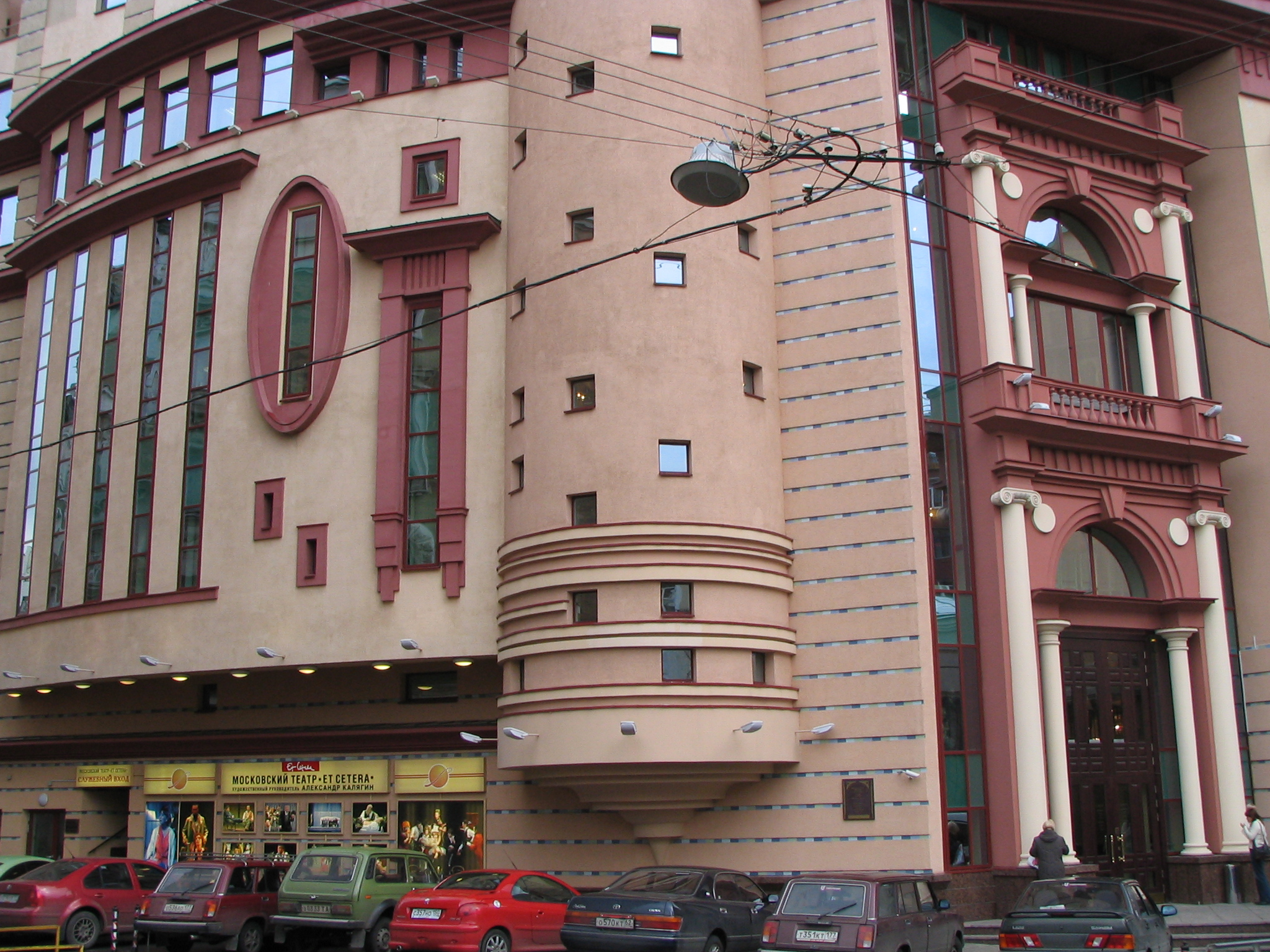
Здание театра, вид с Фролова переулка, 2007

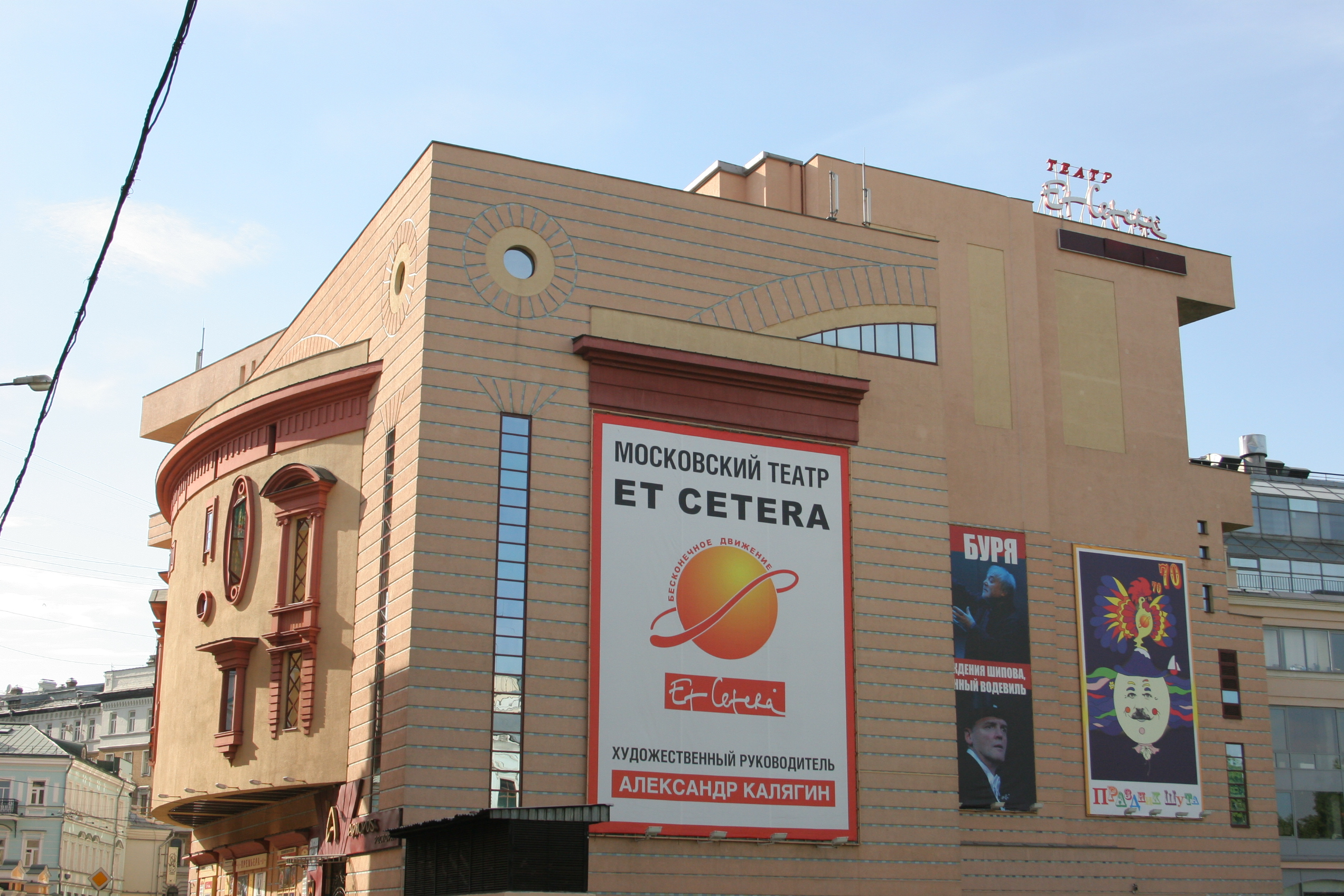
Здание театра, вид с Боброва переулка, 2012

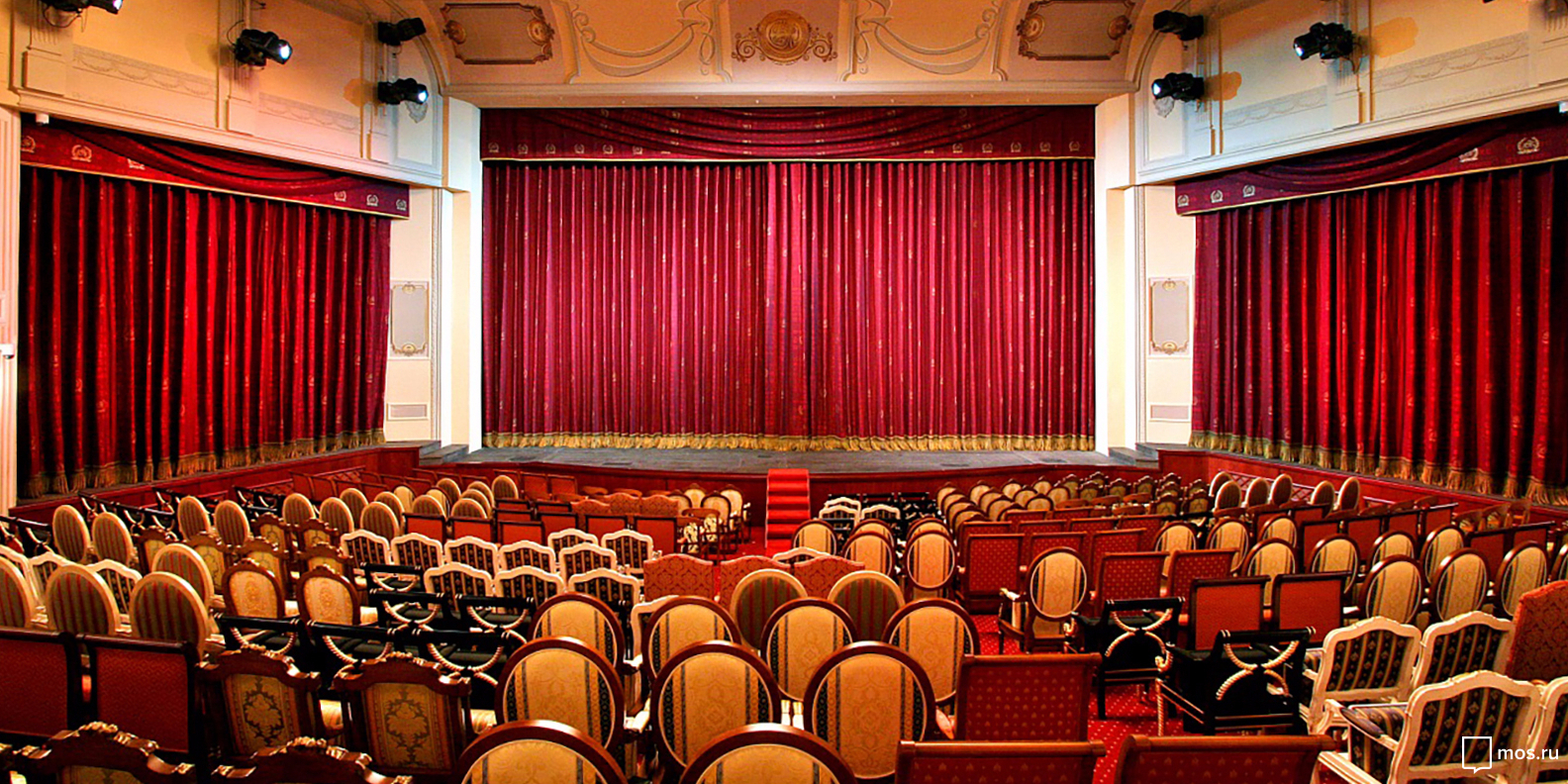
Большой зал театра «Et cetera», 2017

### Первая очередь
Театр начали строить в 2003-м и закончили к 2005-му, историческая застройка участка была снесена. Здание было создано по проекту института «Моспроект-4» совместно со строительной компанией «Арконпроект». Главными архитекторами проекта являются Александр Великанов, Александр Кузьмин, Андрей Боков и Мария Бэлица — на фасаде театра находится мемориальная табличка с их именами. Однако Великанов отказался от авторства, по его словам, он спроектировал само здание и не имеет отношения к оформлению фасада.
Форма постройки — сложная, в остроугольный объём вписан округлый, здание оформлено в стиле постмодернизма. Окна театра различны по стилям, формам и оформлению. Вход украшен дворцовым порталом, скопированным с дворца Бурже. На углу находится цилиндрическая башня, по форме напоминающая гвоздь и выполненная в конструктивистском стиле. Общая площадь составляет 9,5 тысяч м². Высота — восемь этажей.
|  | Здание театра сделано так. Есть большой прямоугольный объем. В него вписана круглая шайба, которая прорывает прямоугольник и двумя дугами выходит на фасад. Сбоку в углу у всего этого образуется узкая башня. В общем, эта композиция выглядит так, будто перед нами студенческая работа на тему авангарда 20-хархитектурный критик Григорий Ревзин, 2005 |

Интерьеры разрабатывало архитектурное бюро «Левинсон и партнёры». Помещения оформлены с использованием элементов различных стилей. Например, оформление трёх гардеробных окон различно: одно стилизовано под русский терем, второе выполнено в готическом стиле, а третье — в стиле модерн. Кресла Большого зала выполнены в одиннадцати различных стилях: раннее и позднее барокко, Людовика XV, модерн, неоклассицизм, рококо и другие. Театральный занавес, на котором многократно повторяются золотые буквы «ЕТС», разработан специально для театра художником Эдуардом Корчергиным.
Помещения
- Большой зал — 525 мест
- Эфросовский (малый) зал — 120 мест
- 13 артистических комнат
- Банкетный зал
- Чайная комната
- Студия звукозаписи
- Ремонтные мастерские
- Пошивочный цех
- Прочие административные, служебные и технические помещения[41][44][45]

### Вторая очередь
В 2013 году Департамент строительства Москвы объявил конкурс на создание второй очереди театра, в котором победила компания «СатКо-Альянс». Архитектурный совет Москвы дважды отправлял представленные проекты на доработку. Окончательный вариант нового корпуса театра был окончательно утверждён в 2015 году. Эта часть театра ещё находится в работе: строительство началось в 2017-м, окончание намечено на апрель 2018 года. Общая площадь строительства составляет 3,8 тысячи м². Высота здания будет переменной — 1, 2 и 8 этажей. После открытия этого корпуса главный вход планируется перенести на Тургеневскую площадь и Мясницкую улицу. В новом здании будут располагаться фойе, гардероб, буфет, складские и репетиционные помещения.

## Персоналии
В разные годы в театре играли: Анатолий Грачёв, Людмила Дмитриева, Сергей Плотников, Владимир Скворцов, Владимир Симонов, Екатерина Редникова, Алёна Ивченко, Наталья Благих.
В «Et Cetera» ставили спектакли режиссёры разных направлений, в числе которых: Роберт Стуруа, Адольф Шапиро, Дмитрий Бертман, Александр Морфов, Важди Муавад, Петер Штайн.

## Репертуар
- 1994 — «Руководство для желающих жениться» по произведениям Антона Чехова; режиссёр Владимир Салюк
- 1995 — «За горизонтом» Юджина О’Нила; режиссёр Владимир Богатырев
- 1998 — «Лица» по рассказам Антона Чехова; режиссёр Александр Калягин
- 1998 — «Навсегда-навсегда» Ксении Драгунской; режиссёр Александр Калягин
- 1998 — «Смуглая леди сонетов» Бернарда Шоу; режиссёр Роман Козак
- 1999 — «Тайна тетушки Мэлкин» Алана Милна; режиссёр Алексей Серов (премьера новой редакции — 10 декабря 2005 года)
- 1999 — «Дон Кихот» Мигеля де Сервантеса; режиссёр Александр Морфов
- 2000 — «Шейлок» Уильяма Шекспира; режиссёр Роберт Стуруа
- 2001 — «Король Убю» Альфреда Жарри; режиссёр Александр Морфов (премьера новой редакции — 20 декабря 2005 года)
- 2002 — «Последняя запись Крэппа» Сэмюла Беккета; режиссёр Роберт Стуруа
- 2005 — «Смерть Тарелкина» Александра Сухово-Кобылина; режиссёр Оскарас Коршуновас
- 2006 — «Подавлять и возбуждать» Максима Курочкина; режиссёр Александр Калягин
- 2006 — «Газета „Русский инвалидъ“ за 18 июля…» Михаила Угарова; режиссёр Михаил Угаров
- 2006 — «Морфий» Михаила Булгакова; режиссёр Владимир Панков
- 2007 — «Компаньоны» Александра Галина; Александра Галина
- 2007 — «Пожары» Ваджи Муавада; режиссёр Ваджи Муавада
- 2007 — «451 по Фаренгейту» Рэя Бредбери; режиссёр Адольф Шапиро
- 2008 — «Все проплывающие» (Юрия Буйды; режиссёр Рустем Фесак
- 2008 — «Королевская корова» Ларисы Титовой и Александра Староторжского; режиссёр Алексей Серов
- 2009 — «Продюсеры» (мюзикл Мела Брукса), режиссёр Дмитрий Белов
- 2009 — «Олеся» Александра Куприна; режиссёр Галина Полищук
- 2010 — «Надежда, Вера и любовь. Музыка победы», режиссёр Екатерина Гранитова
- 2010 — «Буря» Ульяма Шекспира; режиссёр Роберт Стуруа
- 2010 — «Ваня и Крокодил» Корнея Чуковского; режиссёр Екатерина Гранитова
- 2011 — «Похождения Шипова, или Старинный водевиль» Булата Окуджавы; режиссёр Сергей Грицай
- 2011 — «Орфей» Жана Кокто; режиссёр Владимир Скворцов
- 2012 — «Моя Марусечка» Александра Васильева; режиссёр Марина Брусникина
- 2012 — «Драма на охоте» Антона Чехова; режиссёр Антон Яковлев
- 2012 — «Ничего себе местечко для кормления собак» Тарика Нуи; режиссёр Роберт Стуруа
- 2012 — «Звездный мальчик» Оскара Уайльда; режиссёр Роберт Стуруа
- 2013 — «Валенсианские безумцы» Лопе де Вега; режиссёр Рузанна Мовсесян
- 2013 — «Комедия ошибок» Уильяма Шекспира; режиссёр Роберт Стуруа
- 2014 — «Птицы» Аристофана; режиссёр Глеб Черепанов
- 2014 — «Старшая сестра» Александра Володина; режиссёр Владимир Скворцов
- 2014 — «Сердце не камень» Александра Островского; режиссёр Григорий Дитятковский
- 2015 — «Борис Годунов» Александра Пушкина; режиссёр Петер Штайн
- 2015 — «Ваш Чехов» Анна Артамонова; режиссёр Анна Артамонова
- 2017 — «Ревизор. Версия» Николая Гоголя; режиссёр Роберт Стуруа
- 2017 — «Земля Эльзы» Ярослава Пулинович; режиссёр Наталья Тарадина
- 2018 — «Это так (если вам так кажется)» Луиджи Пиранделло; режиссёр Адольф Шапиро
- «Конкурс» Александра Галина; режиссёр Александр Галин

## Комментарии
1. ↑  Et cetera (произн. [эт сэтэра] с ударением по образцу латинского языка на первом слоге главного слова либо с ударением на последнем слоге по французскому образцу; обычн. сокр. на письме до etc.) — латинское выражение, означающее «и другие», «и тому подобное», «и так далее»